# Харрис, Мэрион
Марион Харрис или Мэрион Харрис (англ. Marion Harris, 4 апреля 1896 — 23 апреля 1944) — американская певица, пик успеха которой пришёлся на 1920-е годы. Она была первой широко известной белой певицей, исполнявшей песни в жанрах джаз и блюз.

## Дискография
- См. «Marion Harris § Hit records» в английском разделе.